# Evergestis politalis
Evergestis politalis là một loài bướm đêm trong họ Crambidae.